# Turistická značená trasa 6659
 Turistická značená trasa 6659 je 23,5 km dlouhá žlutě značená trasa Klubu českých turistů v okrese Sokolov spojující Sokolov s Horním Slavkovem. Její převažující směr je jihovýchodní, v závěru severovýchodní. Druhá polovina trasy vede územím CHKO Slavkovský les.

## Průběh trasy
Počátek turistické trasy se nachází v Sokolově u místního nádraží, kde jsou rovněž výchozí červeně značená trasa 0234 do Březové, modře značená trasa 1444 do Oloví a zeleně značená trasa 3646 do Lokte. V blízkosti nádraží trasa přechází Ohři, přimyká se k Lobezskému potoku a proti jeho proudu jihovýchodním směrem převážně po chodnících prochází celé město až za dálnici D6 k jezeru Michal. To po asfaltové komunikaci obchází velkým obloukem z jihu a z větší části po silnici pokračuje stále na jihovýchod do Hruškové. Po průchodu vsí stoupá lesní cestou ke zřícenině kostela svatého Mikuláše, ke kterému je z hlavní trasy zřízena krátká odbočka. Asi o dvě stě metrů dále je zřízena další odbočka a to jižním směrem k rozhledně Krudum. Trasa 6659 za ní klesá jihovýchodním směrem k hájovně na Třídomí, kde vstupuje do krátkého souběhu se zeleně značenou trasou 3645 z Lokte do Mariánských Lázní. Odtud stoupá zpevněnou lesní cestou k jihu údolím Komářího potoka ke Komářímu rybníku na rozcestí se zde výchozí zeleně značenou trasou 3654 do Čisté. Trasa 6659 dále stoupá lesními cestami jihovýchodním směrem k silnici II/208, po které pokračuje východním směrem do Krásna. Před vstupem do zástavby města je zřízena odbočka vystupující jižním směrem k rozhledně na vrchu Na Vyhlídce. Po průchodu městem se trasa 6659 stáčí na severovýchod a částečně po Silnice II/209 a částečně po s ní souběžné zpevněné komunikaci sestupuje do Horního Slavkova na jehož náměstí končí. Přímo zde navazuje žlutě značená trasa 6656 do Lokte a výchozí je zde zeleně značená trasa 3661 do Karlových Varů.

## Historie
- Počátek trasy v Sokolově byl dříve veden ulicí Nádražní a přes Most Lásky a dále ulicí Maxima Gorkého.
- V jižní části Sokolova byla trasa dříve vedena jižněji ulicí Spartakiádní, dále zahrádkářskou osadou, ulicemi Důl Max a Stará Ovčárna a po silnici II/210 k současné trase
- Odbočka k rozhledně Krudum byla vyznačena až po její výstavbě v roce 2008[3]

## Turistické zajímavosti na trase
- Evangelický kostel v Sokolově
- Zámek Sokolov
- Stříbrný javor v Husových sadech v Sokolově
- Jezero Michal
- Lípa u pomníčku v Hruškové
- Památník vojenské přísahy pod Krudumem
- Zřícenina kostela svatého Mikuláše pod Krudumem
- Rozhledna Krudum
- Přírodní památka Na Vážkách
- Rozhledna Krásenský vrch
- Ústí Dlouhé stoky
- Trojiční sloup v Krásně
- Kostel svaté Kateřiny v Krásně
- Hornické muzeum Krásno
- Hubský peň
- Kamenný viadukt v Horním Slavkově
- Památník slavkovským ostrostřelcům
- Socha svatého Jana Nepomuckého v Horním Slavkově